# Arenaria cossoniana
Arenaria cossoniana là loài thực vật có hoa thuộc họ Cẩm chướng. Loài này được Fernald mô tả khoa học đầu tiên năm 1919.